# Мийич, Душан
Ду́шан Ми́йич (серб. Душан Мијић, Dušan Mijić; 23 января 1965, Баня-Лука, СР Босния и Герцеговина, СФРЮ) — югославский и боснийский футболист, полузащитник, ныне тренер. Президент футбольного клуба «Войводина» (с 2016 по 2017 год).

## Карьера игрока
Большую часть своей карьеры провёл в «Войводине». С 1982 года Мийич выступал за клуб, в котором отыграл 125 матчей. В составе клуба в сезоне 1988/89 завоевал золотые медали чемпионата Югославии. Это был единственный успех в составе «Войводины». Спустя два сезона перешёл в испанский «Эспаньол». В Барселоне Мийич провёл сезон, но закрепиться в клубе так и не сумел. Позже перешёл в клуб второй лиги «Паламос». Закончил карьеру, выступая в греческом клубе «Кавала».

## Тренерская карьера
Повесив бутсы на гвоздь, Мийич не стал уходить с большого спорта. В 1998 году возглавил юношей своей родной «Войводины». Первым профессиональным клубом стал «Ветерник», выступавший во второй лиге Сербии и Черногории.
В «Арарате» Мийич появился посредством интернет объявления, опубликовав свою биографию во Всемирной паутине, отметив, что ищет работу. Некоторое время спустя в 2007 году Мийич неожиданно появился в клубе. Летом того года, в процессе чемпионата 2007 года, когда «Арарат» шёл на втором месте, главный тренер клуба Варужан Сукиасян покинул клуб из-за разногласий с руководством, которое пригласило в клуб Душана Мийича. Именно Мийич и сменил на посту ушедшего Сукиасяна. До прихода Мийича клуб боролся за чемпионство. При нём команда дважды подряд проиграла в чемпионате 0:6, причём оба матча были домашними. В матче 18 тура разгром устроил «Пюник», а туром позже — «Бананц». С Мийичем команда закончила сезон на 4-м месте, уступив вначале серебряные медали «Бананцу», а затем бронзу «Мике».

## Достижения
- Чемпион Югославии: 1988/89